# Фесенко Леонід Іванович
Фесенко Леонід Іванович — член Партії регіонів; ВР України, член фракції Партії регіонів (з 11.2007), член Комітету з питань правосуддя (з 12.2007).
Народився 10 червня 1949 року в м. Рубіжне Луганської області.

## Освіта
Харківський юридичний інститут (1972—1976), спеціальність правознавство.

## Кар'єра[3]
09.1965-06.1967 — учень, Рубіжанське професійно-технічне училище № 38;
07.1967-01.1968 — слюсар-монтажник, Луганське спецуправління «Хіммонтаж» № 8;
01.1968-02.1968 — старший інспектор з кадрів, Луганське спецуправління «Хіммонтаж» № 8;
02.1968-12.1968 — слюсар-монтажник, Рубіжанське спецуправління № 9;
01.1969-08.1972 — слюсар з ремонту рухомого складу транспортного цеху, Рубіжанський хімкомбінат;
09.1972-07.1976 — студент Харківського юридичного інституту;
04.1976-06.1982 — суддя Кам'янобрідського районного суду міста Луганська;
06.1982-01.1983 — старший консультант з судової роботи відділу юстиції Луганського облвиконкому;
01.1983-07.1987 — заступник начальника відділу юстиції облвиконкому Луганського;
07.1987-05.1996 — начальник управління юстиції у Луганській області;
04.2002 канд. в нар. деп. України від СДПУ(О), № 42 в списку.
05.1996-05.2006 — голова Апеляційного суду Луганської області.
25.05.2006-23.11.2007 — Народний депутат України 5-го скликання від Партії регіонів, № 137 в списку. Член Комітету з питань правосуддя (з 07.2006), член фракції Партії регіонів (з 05.2006);
з 23.11.2007 — Народний депутат України 6-го скликання від Партії регіонів, № 161 в списку, член Комітету Верховної Ради України з питань правосуддя;
з 11.10.2010 — Голова Вищого спеціалізованого суду України з розгляду цивільних і кримінальних справ, Голова редакційної колегії  журналу «Часопис цивільного і кримінального судочинства» [Архівовано 23 квітня 2012 у Wayback Machine.].
27.08.2012 — рекомендований Вищою кваліфікаційною комісією суддів до призначення суддею Верховного Суду України.

## Наукові ступені та звання (спеціальні звання, ранги, класні чини)
- Перший кваліфікаційний клас судді (1996)
- Почесний академік Міжнародної академії інформатизації
- Перший ранг державного службовця (2007)
- Кандидат юридичних наук (2011)

## Нагороди
- Заслужений юрист України (1997)
- Орден «За заслуги» ІІІ ступеня (2003)
- Відзнака МВС України «За сприяння органам внутрішніх справ України» (2003)
- Відзнака Ради суддів України «За сумлінну працю» (2004)

## Ресурси інтернет
- Довідник «Хто є хто в Україні», видавництво «К. І.С»